# Nitta Daisuke
Daisuke Nitta (sinh ngày 11 tháng 5 năm 1980) là một cầu thủ bóng đá người Nhật Bản.

## Sự nghiệp câu lạc bộ
Daisuke Nitta đã từng chơi cho Avispa Fukuoka.